# 科泰奇山 (印地安納州)
科泰奇山（英語：Cottage Hill）是位於美國印地安納州克萊縣的一個非建制地區。該地的面積和人口皆未知。

## 地理
科泰奇山的座標為39°31′01″N 87°08′57″W / 39.51694°N 87.14917°W，而該地的平均海拔高度為195米（即640英尺）。